# Verbindungsfliegerstaffel 14

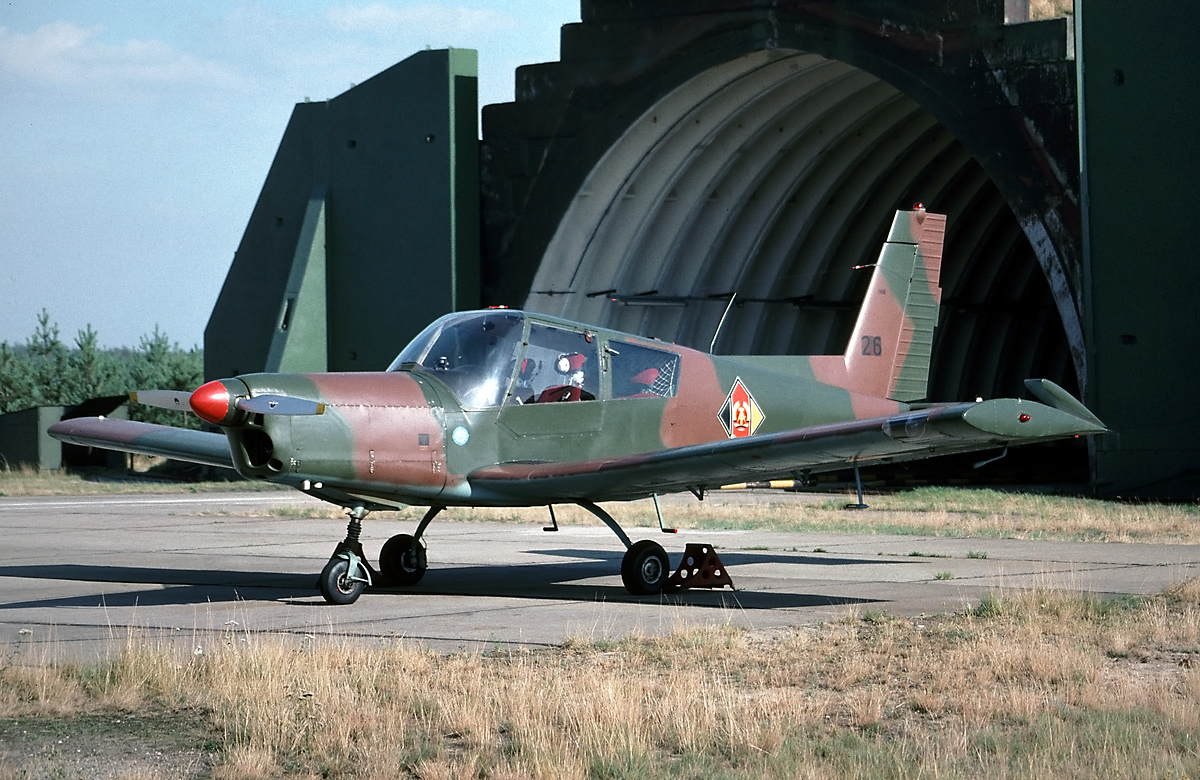
Z-43 der VS-14, Preschen 1990

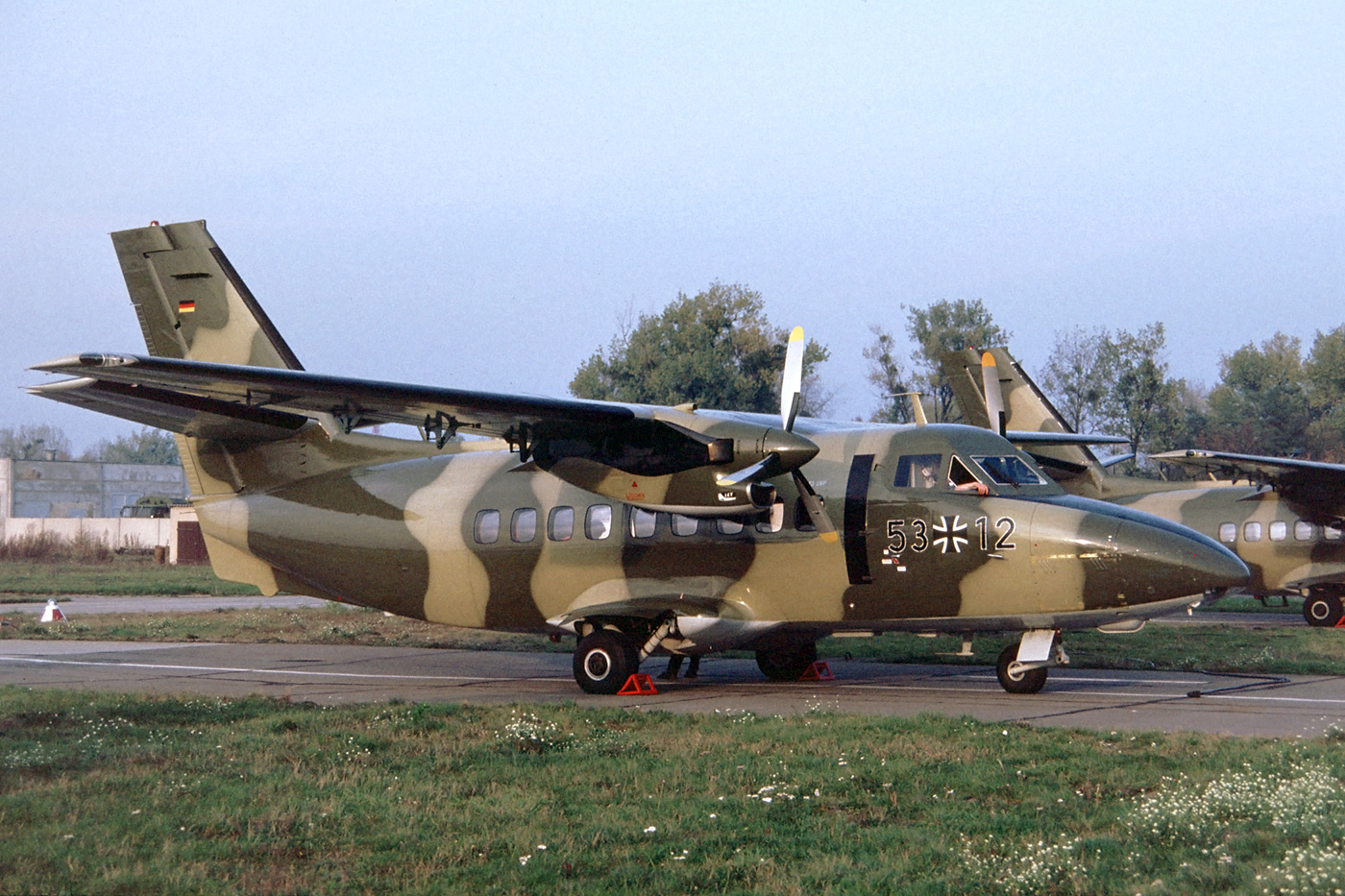
Bereits mit bundesdeutschen Hoheitszeichen versehene L-410 der VS-14 im September 1990

Die Verbindungsfliegerstaffel 14 (VS-14) war ein fliegender Verband in Bataillonsstärke der NVA-Luftstreitkräfte in direkter Unterstellung des Führungsorgans Front- u. Militärtransportfliegerkräfte.

## Geschichte
Die Anfänge der Verbindungsfliegerkräfte der späteren NVA-Luftstreitkräfte gehen auf die Anfang der 1950er Jahre an den Flugplätzen der damaligen Volkspolizei Luft- bzw. der Aeroklubs in Strausberg, Brandenburg und Cottbus stationierten Luftfahrzeuge vom Typ An-2 zurück. Die Gründung dieses fliegenden Verbands erfolgte am 26. April 1956, zunächst unter den Bezeichnungen Transport- und Verbindungsfliegerstaffel (TVFS) oder auch Schleppstaffel. Mit den An-2-Luftfahrzeugen wurden von Beginn an Verbindungsflüge und Unterstützungsflüge für die Fallschirmspringerausbildung durchgeführt.
Die TVFS wurde am 1. Dezember 1961 in Verbindungsfliegerstaffel 25 (VS-25 oder auch VFS-25) umbenannt. Die endgültige Bezeichnung Verbindungsfliegerstaffel 14 (VS-14) wurde im Zuge einer Strukturreform am 1. Februar 1971 eingeführt. Zur Versorgung und Unterstützung wurde zeitgleich das Fliegertechnische Bataillon 14 (FTB-14) aufgestellt, das der Staffel direkt unterstellt war. Die Staffel bestand aus bis zu vier Verbindungsfliegerketten und Kurierfliegerketten.
Am 3. Oktober 1990 wurde die VS-14 in das Lufttransportgeschwader 65 des Lufttransportkommandos der Luftwaffe der Bundeswehr übernommen, abgewickelt und bis Ende des Jahres weitgehend aufgelöst. Im Jahre 1992 endete die militärische Nutzung des Flugplatzes Strausberg durch die Luftwaffe. Die Luftfahrzeuge wurden an Museen übergeben, verkauft oder stillgelegt.

## Kommandeure
| Dienstgrad, Name                | Dienstzeit |
| ------------------------------- | ---------- |
| Major Willi Röhr                | 1956–1957  |
| Oberstleutnant Günter Keck      | 1957–1958  |
| Oberstleutnant Hans Nippert     | 1958–1959  |
| Hauptmann Fritz Kühne           | 1959–1962  |
| Oberstleutnant Johannes Schmidt | 1963–1969  |
| Hauptmann Hans-Dieter Baron     | 1970–1973  |
| Oberstleutnant Johannes Schmidt | 1974–1976  |
| Oberstleutnant Klaus Horn       | 1977–1987  |
| Oberstleutnant Michael Sobtzick | 1987–1990  |

## Flugzeugtypen
- 1957 je zwei An-2, Jak-18 und Jak-11
- 1957 An-2, Jak-18
- 1958 An-2, Aero-45, Jak-18
- 1959 L-60, Aero-45, Jak-18
- 1962 An-2, Aero-45, Jak-18
- 1963 An-2, Jak-18A
- 1966 An-2, An-14
- 1974 An-2, An-14, Z-43
- 1980 elf An-2, je vier L-410UVP und Z-43
- 1988 sechs An-2, je vier L-410UVP(S) und Z-43
- 1990 acht An-2, je vier L-410UVP(S) und Z-43